# ギオルギ・ゴゴラゼ
ギオルギ・ゴゴラゼ（グルジア語: გიორგი გოგოლაძე、グルジア語ラテン翻字: Giorgi Gogoladze、1997年10月27日 – ）は、ジョージアのラグビーユニオン選手。主たるポジションはセンター。フランスのトップリーグ「トップ14」のモンペリエに所属。
2017年のU-20世界選手権にジョージア代表として招集され、プールステージ3試合に出場し1トライ1ゴールを挙げた。